# Marine (Illinois)
Marine – wieś w Stanach Zjednoczonych, w stanie Illinois, w hrabstwie Madison.